# Troy, Michigan
Troy, Michigan là một thành phố thuộc quận Oakland trong tiểu bang Michigan, Hoa Kỳ. Thành phố có tổng diện tích km², trong đó diện tích đất là km². Theo điều tra dân số Hoa Kỳ năm 2010, thành phố có dân số 80.980 người.
Troy là một vùng ngoại ô của Detroit, là thành phố lớn thứ 11 ở Michigan về dân số và thành phố lớn nhất ở quận Oakland. Troy đã trở thành một điểm đến kinh doanh và mua sắm tại khu vực Metro Detroit, với nhiều trung tâm văn phòng và trung tâm mua sắm cao cấp Somerset Collection.
Troy gần đây đã được xếp hạng 5 thành phố an toàn nhất trong cả nước, cũng như an toàn nhất ở Michigan. Trong năm 2008, Troy đã được xếp hạng 22 trên danh sách các "điểm tốt nhất để sinh sống" tại Hoa Kỳ bởi CNN Money, sử dụng các tiêu chí bao gồm cả chất lượng, nhà ở của giáo dục, sức mạnh kinh tế, và cơ hội giải trí. Trong năm 2008, Troy được xếp hạng là thành phố có mức giá hợp lý thứ tư của Hoa Kỳ với một hộ gia đình thu nhập trung bình 200.000 USD.